# Joel Estay
Joel Antonio Estay Silva (Cabildo, 12 marzo 1978) è un ex calciatore cileno, di ruolo Attaccante.